# Episodi di Hawaiian Eye (quarta stagione)
La quarta stagione della serie televisiva Hawaiian Eye è andata in onda negli Stati Uniti dal 2 ottobre 1962 al 2 aprile 1963 sulla ABC.
| nº | Titolo originale              | Prima TV USA     |
| -- | ----------------------------- | ---------------- |
| 1  | Day in the Sun                | 2 ottobre 1962   |
| 2  | Somewhere There's Music       | 9 ottobre 1962   |
| 3  | There'll Be Some Changes Made | 16 ottobre 1962  |
| 4  | The Broken Thread             | 23 ottobre 1962  |
| 5  | Lament for a Saturday Warrior | 30 ottobre 1962  |
| 6  | The After Hours Heart         | 13 novembre 1962 |
| 7  | The Sign-Off                  | 20 novembre 1962 |
| 8  | A Night with Nora Stewart     | 27 novembre 1962 |
| 9  | To See, Perchance to Dream    | 4 dicembre 1962  |
| 10 | Pursuit of a Lady             | 11 dicembre 1962 |
| 11 | Shannon Malloy                | 18 dicembre 1962 |
| 12 | Go Steady with Danger         | 1º gennaio 1963  |
| 13 | Kupikio Kid                   | 8 gennaio 1963   |
| 14 | Maybe Menehunes               | 15 gennaio 1963  |
| 15 | Pretty Pigeon                 | 22 gennaio 1963  |
| 16 | Two Too Many                  | 29 gennaio 1963  |
| 17 | Boar Hunt                     | 5 febbraio 1963  |
| 18 | Go for Baroque                | 12 febbraio 1963 |
| 19 | The Long Way Home             | 19 febbraio 1963 |
| 20 | Two Million Too Much          | 26 febbraio 1963 |
| 21 | Blow Low, Blow Blue           | 5 marzo 1963     |
| 22 | Gift of Love                  | 19 marzo 1963    |
| 23 | The Sisters                   | 26 marzo 1963    |
| 24 | Passport                      | 2 aprile 1963    |

## Day in the Sun
- Prima televisiva: 2 ottobre 1962

### Trama
- Guest star: Troy Donahue (Philip Barton), James Best (Johnny Olin), Claude Stroud (Henry), Elizabeth MacRae (Tina Billings), Marie Windsor (Kiki)

## Somewhere There's Music
- Prima televisiva: 9 ottobre 1962

### Trama
- Guest star: Troy Donahue (Philip Barton), Armand Alzamora (Earl), Marc Romaunt (Teo Nolan), Anna Navarro (Malia Nolan), Wesley Addy (Stafford Price), John Wengraf (Nicolas Wiotti)

## There'll Be Some Changes Made
- Prima televisiva: 16 ottobre 1962

### Trama
- Guest star: Harry Holcombe (Arnold Mathes, Sr.), Claude Akins, Troy Donahue (Philip Barton), Johnny Seven (Shane), Victor Jory, Tita Marsell (Luana Mathes), Warren Stevens (Allen Forest)

## The Broken Thread
- Prima televisiva: 23 ottobre 1962

### Trama
- Guest star: Troy Donahue (Philip Barton), Philip Ahn (Florist), George Gaynes (Roger Korvin), Andrew Duggan (Ralph Mason), Charlene Holt (Evelyn Mason)

## Lament for a Saturday Warrior
- Prima televisiva: 30 ottobre 1962

### Trama
- Guest star: Troy Donahue (Philip Barton), Richard Davalos (Glen Thompson), Steve Ihnat (Clay Barker), Bernard Fein (Bane Craig), Betty Bruce (Adele Warren), Shary Marshall (Karen Thompson)

## The After Hours Heart
- Prima televisiva: 13 novembre 1962

### Trama
- Guest star: Troy Donahue (Philip Barton), Peggy McCay (Lucy McDowell), Mark Miller (Victor Jason), Rebecca Sand (Liz Corday)

## The Sign-Off
- Prima televisiva: 20 novembre 1962

### Trama
- Guest star: Troy Donahue (Philip Barton), George DeWitt (Van Baxter), Cheerio Meredith, Dawn Wells (Lois Corey), Linda Hutchings (Sally Ford), Elaine Devry (Doreen Talbot), William Woodson (Steve Talbot)

## A Night with Nora Stewart
- Prima televisiva: 27 novembre 1962

### Trama
- Guest star: Dorothy Provine (Nora Stewart), Alicia Li (receptionist), Dan Tobin (Sy Neider), Brad Thomas (reporter), Edwin Chandler (reporter), Robert Clarke (Les Frazer), Troy Donahue (Philip Barton), Connie Gilchrist (Vera), Grant Williams (Greg MacKenzie)

## To See, Perchance to Dream
- Prima televisiva: 4 dicembre 1962

### Trama
- Guest star: Troy Donahue (Philip Barton), John Carlyle (Ben Benson), Wallace Rooney (dottor Albee), Jack Hogan (Eddie Croft), Argentina Brunetti (Zia Lehala), Victoria Vetri (Kini)

## Pursuit of a Lady
- Prima televisiva: 11 dicembre 1962

### Trama
- Guest star: Valentin de Vargas (Peter Orello), Robert Carson (Ray Hadley), Donna Martell (Mona Orello), Angela Greene, Joe Howard (Lawrence Kendall), Grant Williams (Greg MacKenzie), Mel Prestidge (tenente Danny Quon), Douglas Mossman (Moke), Troy Donahue (Philip Barton), Fred Beir (Joe Richardsa), Diane McBain (Liz Downing)

## Shannon Malloy
- Prima televisiva: 18 dicembre 1962

### Trama
- Guest star: Weaver Levy (impiegato), Thomas E. Jackson (padre Malloy), Janine Westerfield (Jolene Brand), Susan Silo (Shannon Malloy), Troy Donahue (Philip Barton), Paul Genge (Simon Devlin), Virginia Gregg (Mavis Sloan), Paula Hicks (Paula), H. M. Wynant (Cozy Neal)

## Go Steady with Danger
- Prima televisiva: 1º gennaio 1963

### Trama
- Guest star: Cheryl Holdridge (Mary Anne Sayer), Troy Donahue (Philip Barton), Jan Stine (Tommy Matthews), Jeanette Nolan (Edith Wilkes), Michael Dante (Harry Larcombe), Pat Woodell (Suzee Walters)

## Kupikio Kid
- Prima televisiva: 8 gennaio 1963

### Trama
- Guest star: Irene Hervey (Mary Kirk), Joseph Gallison (Peter Kirk), George Petrie (Denny Hale), Anita Loo (Poppy), Tina Cole (Sunny Day), Troy Donahue (Philip Barton), Simon Scott (Judson Kirk)

## Maybe Menehunes
- Prima televisiva: 15 gennaio 1963

### Trama
- Guest star: Andrew Duggan (John Marriott), Troy Donahue (Philip Barton), Mala Powers (Ellen Collier), Don Ho (se stesso), Tina Cole (Sunny Day), Grant Williams (Greg MacKenzie)

## Pretty Pigeon
- Prima televisiva: 22 gennaio 1963

### Trama
- Guest star: Troy Donahue (Philip Barton), Douglas Dick (Franklin Goff), Mala Powers (Susan Hale), Diane McBain (Charlene 'Charley' Boggs), Kem Dibbs (Kino), Linda Watkins (Olivia Goff)

## Two Too Many
- Prima televisiva: 29 gennaio 1963

### Trama
- Guest star: William Ferrer (John Prothero), Troy Donahue (Philip Barton), Richard Loo (C. K. Yang), William Leslie (Jeff Richardson), Mel Prestidge (tenente Danny Quon), Grant Williams (Gregg Mackenzie), Douglas Mossman (Moke), Terry Becker (Nickie Abbott), Kathie Browne (Evelyn Hadley), Lisa Lu (Su)

## Boar Hunt
- Prima televisiva: 5 febbraio 1963

### Trama
- Guest star: Lisa Gaye (Arienne Abbott), Mark Dempsey (Van Stewart), George Montgomery (Miles Maitland), Joan Marshall (Dana Englund), Troy Donahue (Philip Barton), John Archer (Donald Abbott), Tina Cole (Sunny Day), Sterling Mossman and the Barefoot Gang (Lono Lindsay)

## Go for Baroque
- Prima televisiva: 12 febbraio 1963

### Trama
- Guest star: Joanna Moore (Janet Coleman), Jenny Maxwell (Linda Coleman), Mel Prestidge (tenente Danny Quon), Douglas Mossman (Moke), Troy Donahue (Philip Barton), David Cadiente (Wala), Tina Cole (Sunny Day), Russell Johnson (Warren Boyd), Lani Kai (Johnny), Leon Lontoc (Albert Kawasaki), Hans Wedemeyer (David Palani)

## The Long Way Home
- Prima televisiva: 19 febbraio 1963

### Trama
- Guest star: Jeanne Cooper (Paula Keith), Richard Bakalyan (Spence Merrill), Victor French (Floyd Dillon), Troy Donahue (Philip Barton), Susan Seaforth Hayes (Julie Keith)

## Two Million Too Much
- Prima televisiva: 26 febbraio 1963

### Trama
- Guest star: Ray Montgomery (Airport Inspector), Marylu Miner (Mary Lu), Karen Sharpe (Karen Dale), Warrene Ott (Sybil), Barbara Bain (Anne Munroe), Troy Donahue (Philip Barton), Fred Holliday (Grady Howells), Van Williams (Don Munroe)

## Blow Low, Blow Blue
- Prima televisiva: 5 marzo 1963

### Trama
- Guest star: Vinton Hayworth (Mr. Melton), Kathryn Givney (Mrs. Diane Calloway), Mel Prestidge (tenente Danny Quon), Douglas Mossman (Moke), Troy Donahue (Philip Barton), Tina Cole (Sunny Day), Biff Elliot (Joey Vito), Joan Freeman (Elena Vito), Victor Sen Yung (Sam)

## Gift of Love
- Prima televisiva: 19 marzo 1963

### Trama
- Guest star: Peggy McCay (Helena Ogden), Kevin Hagen (Brother Love), Catherine McLeod (Linda Weir), Oliver McGowan (Mitchell Weir), Troy Donahue (Philip Barton), Jim Boles (Curtis Childs), Douglas Mossman (Moke)

## The Sisters
- Prima televisiva: 26 marzo 1963

### Trama
- Guest star: Harry Lauter (Gorday), Myrna Fahey (Nora Cobinder), Maggie Pierce (Nancy Cobinder), Ronald Long (Poole), Sheila Bromley (Anna Weikoff), Russ Conway (Paul Marron), Troy Donahue (Philip Barton), Paul Dubov (Piper), Grant Williams (Greg MacKenzie)

## Passport
- Prima televisiva: 2 aprile 1963

### Trama
- Guest star: Randy Stuart (Nan Alston), Gerald Mohr (Roger Alston), Beverly Washburn (Trudi Alston), Fred Vincent (Chuck Lansing), Sheldon Allman (Joe Bender), Troy Donahue (Philip Barton), Grant Williams (Greg MacKenzie)